# 石鸡属
石鸡属（Alectoris），是鸟纲鸡形目雉科的一个属。石鸡属鸟类分布于北非、欧洲中南部、中亚、中国北部。石鸡属鸟类以石鸡分部最为广泛，遍布欧亚大陆；其余几种则分布地区狭窄。大石鸡是中国特有物种。

## 下属种
石鸡属现有7个种。
- 黑脸石鸡或叫菲利比石鸡（Alectoris philbyi）
- 阿拉伯石鸡（Alectoris melanocephala）
- 石鸡（Alectoris chukar）
- 大石鸡（Alectoris magna）
- 欧石鸡（Alectoris graeca）
- 红腿石鸡（Alectoris rufa）
- 北非石鸡（Alectoris barbara）